# Cierge pascal

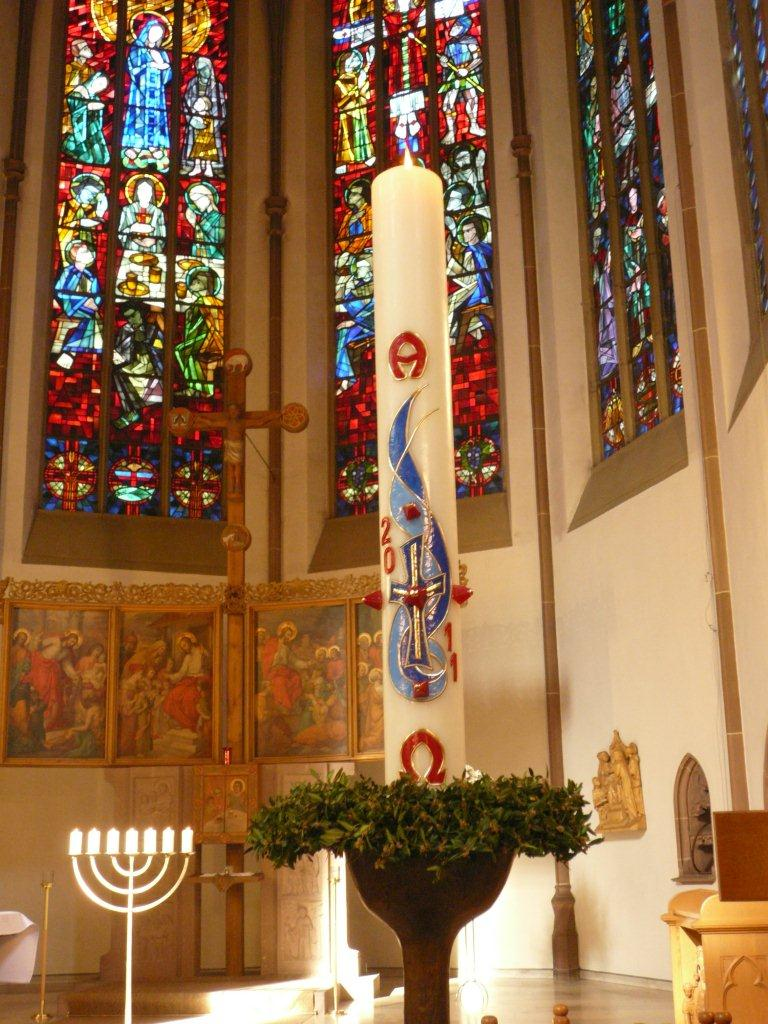
Cierge pascal, Pâques 2011.

Le cierge pascal est un grand cierge, orné d'une croix souvent de couleur rouge, béni et allumé au début de la célébration solennelle de la Vigile pascale, la nuit de Pâques, durant laquelle les chrétiens célèbrent la Résurrection de Jésus-Christ.

## Usage et pratique
Cet usage apparaît sans doute au IVe siècle, d'après l'hymne du poète chrétien Prudence Pour l'allumage du cierge pascal. C'est au pape Zosime, au Ve siècle, qu'est attribuée la généralisation de la coutume.
Dans chacun des angles formés par les bras de cette croix, sont gravés les chiffres du millésime de l’année en cours. Au-dessus et au-dessous de la croix, la première lettre (alpha) et la dernière lettre (omega) de l’alphabet grec sont inscrites, manifestant que le Christ est « commencement et fin de toutes choses ».
La croix tracée est encadrée de quatre grains d'encens avec un cinquième en son milieu ; plus ou moins gros, ils représentent les cinq plaies du christ au calvaire .
Le cierge pascal est placé dans le sanctuaire de l'église, près de l'autel et y reste jusqu'au jour de la Pentecôte. Il est allumé lors de chaque cérémonie de baptême, ainsi que lors de funérailles (comme signe de foi et d'espérance en la résurrection). Le cierge signifie la présence du Christ ressuscité dans son Église.

## Rite du feu à Pâques

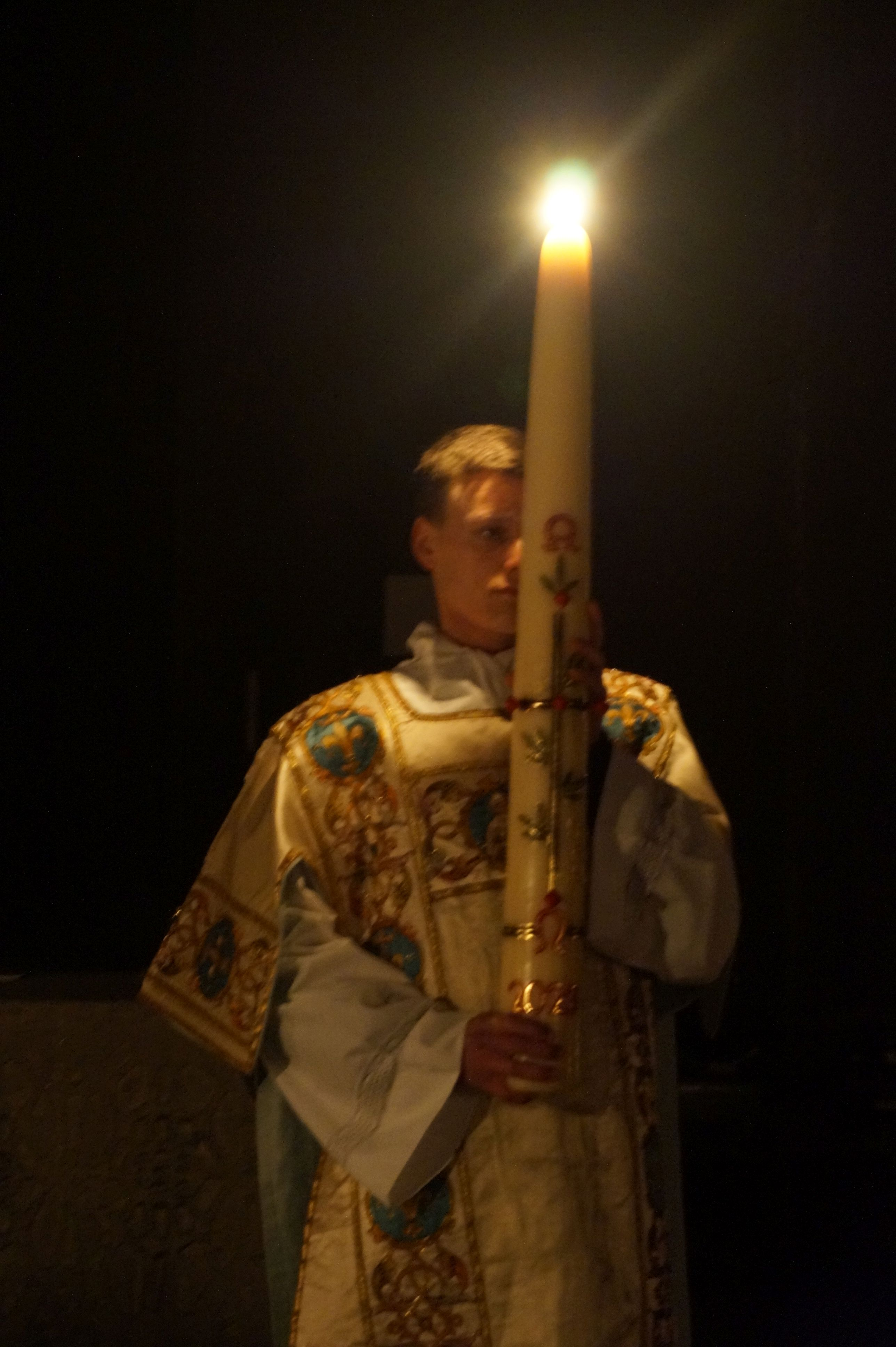
Diacre portant le cierge pascal.

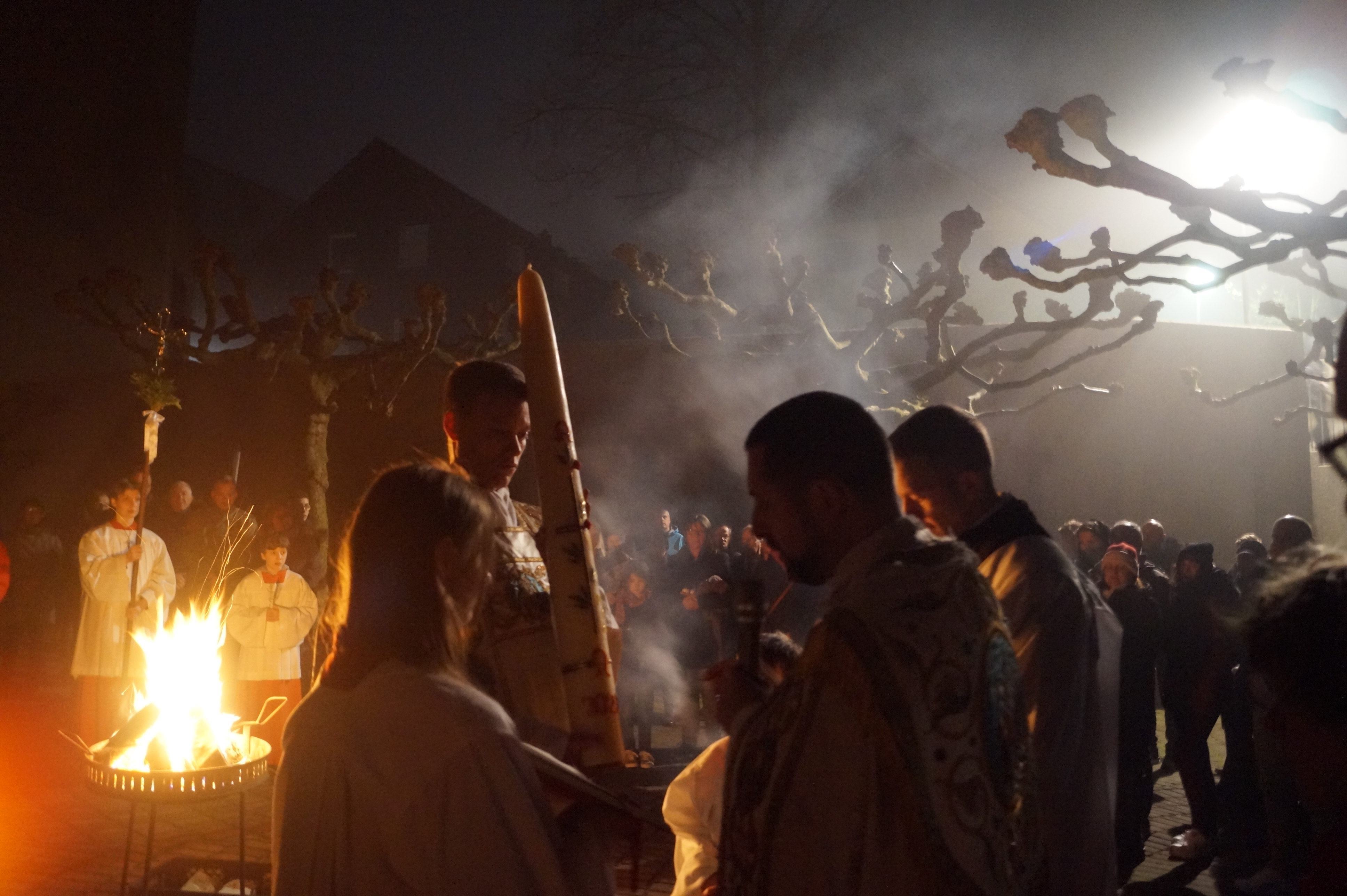
Bénédiction du cierge encore éteint.

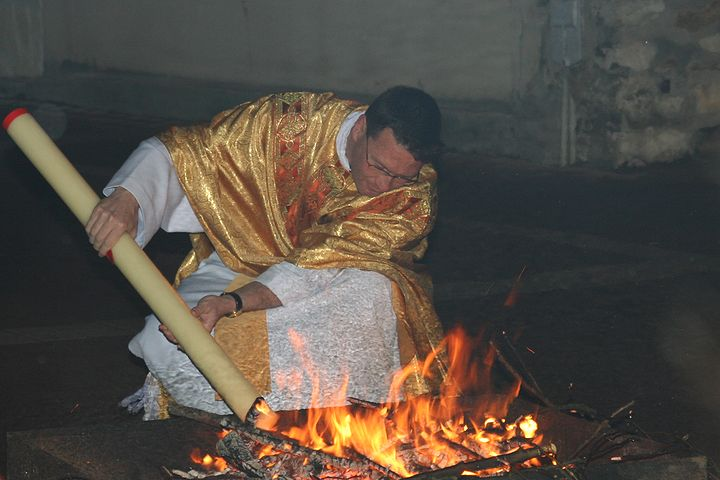
Le cierge pascal allumé au feu de bois pendant la Vigile pascale.

La Vigile pascale commence par un rituel du feu, symbole du Christ ressuscité qui est la lumière du monde. Le prêtre bénit le feu et plante sur la croix cinq grains d'encens symbolisant les cinq plaies du Christ (aux mains, aux pieds et au côté.). Puis le cierge pascal est allumé au feu et est porté par le diacre suivi de l'assemblée dans l'église encore plongée dans l'obscurité. Lors de cette procession, le diacre marque trois arrêts, se retourne vers l'assemblée et proclame ou chante « lumière du Christ », ce à quoi l'assemblée réponds « nous rendons grâce à Dieu », en allumant progressivement ses propres cierges, signifiant la publication progressive de la Bonne Nouvelle de la Résurrection dans le monde. Le diacre dépose ensuite le cierge sur son support, et après avoir demandé la bénédiction du célébrant, entonne face au cierge le chant de l'Exultet.
Le cierge pascal servira encore au cours de la cérémonie de la Vigile pascale à bénir l'eau baptismale, par sa triple immersion dans la cuve baptismale.

## Utilisation du cierge pascal

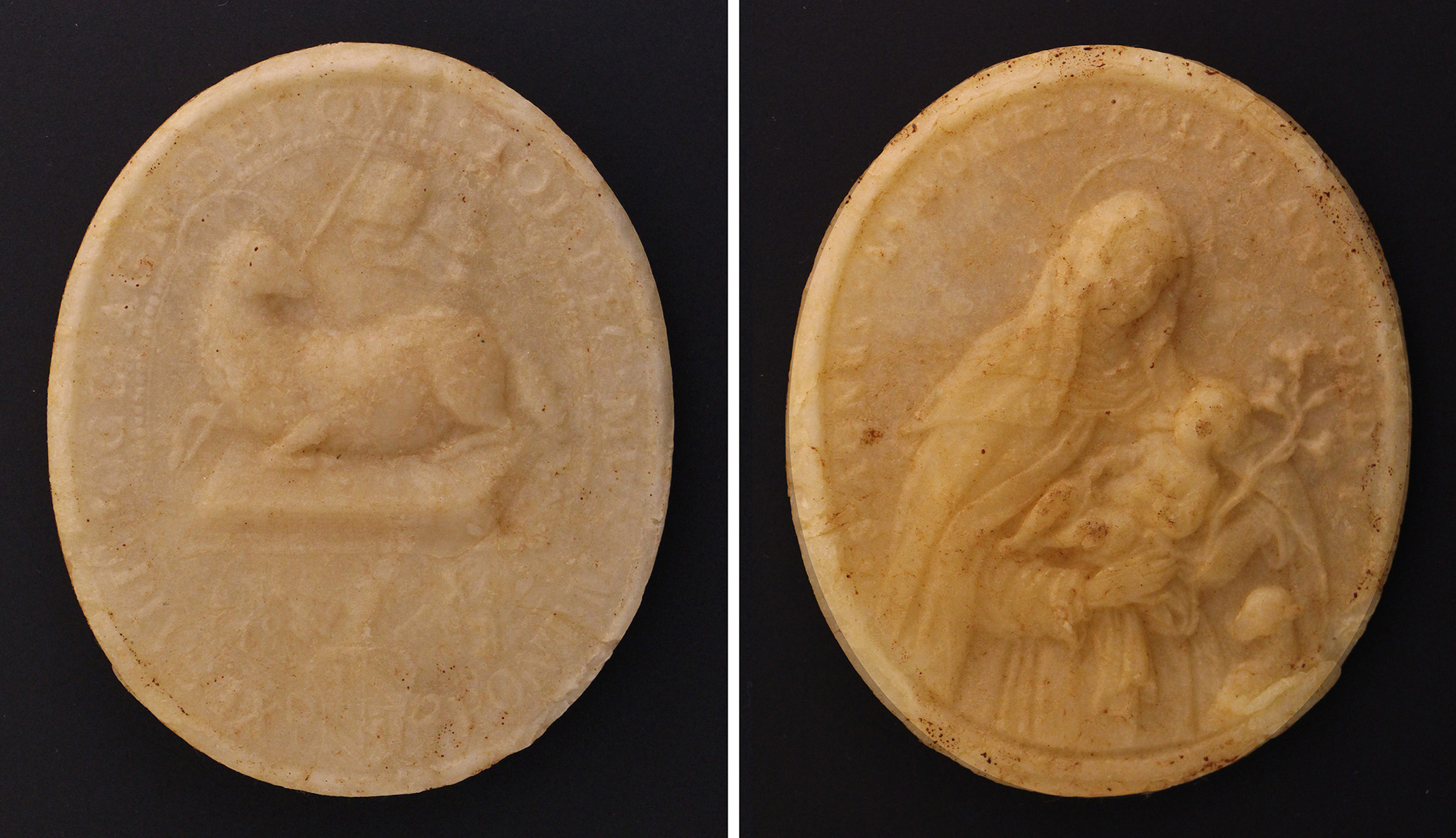
Un Agnus Dei confectionné avec la cire des cierges pascaux.

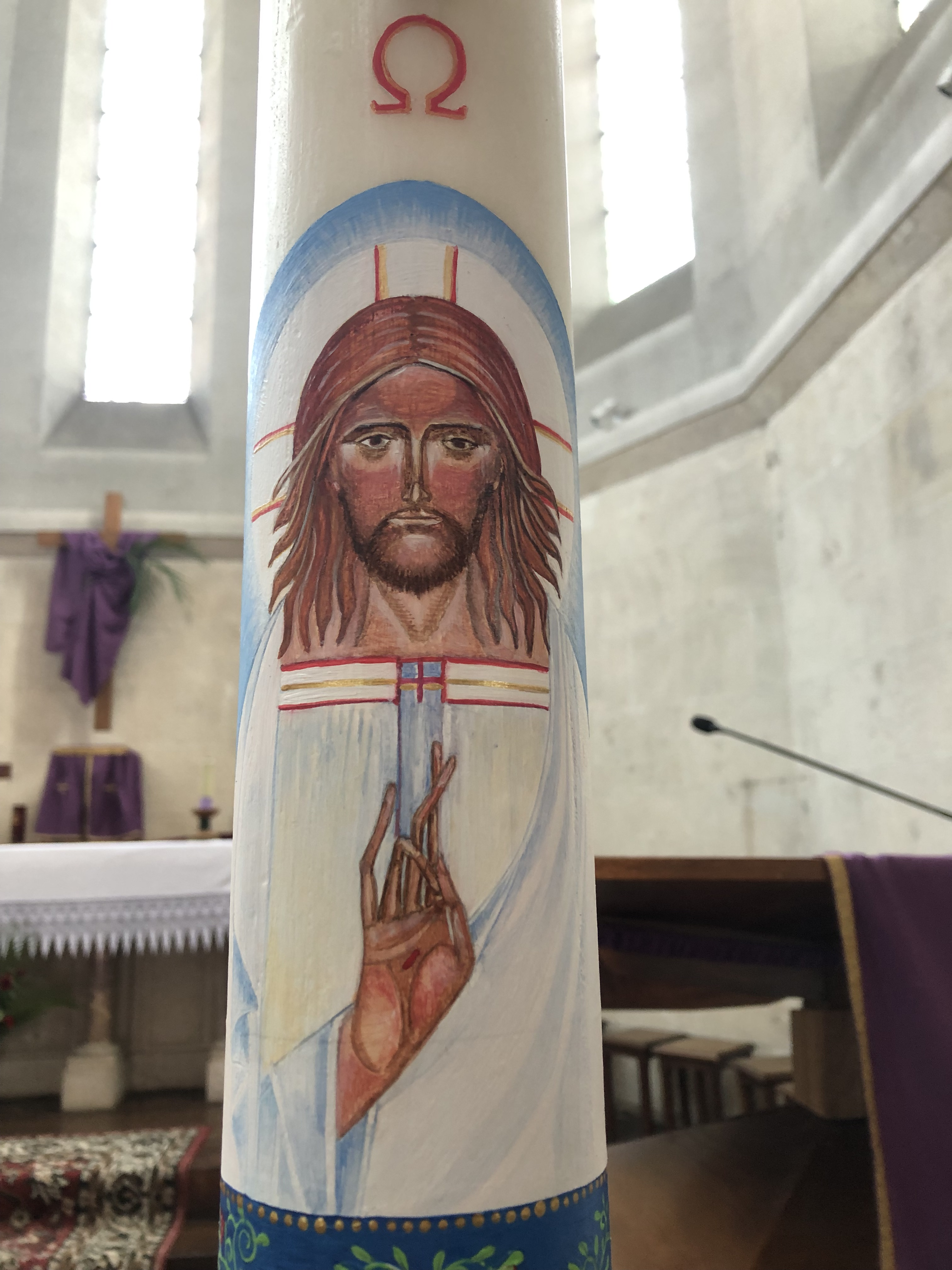
Cierge pascal orné d'une image du Christ ressuscité.

Le cierge pascal reste allumé lors de la liturgie pendant tout le temps pascal jusqu'au dimanche de la Pentecôte (autrefois jusqu'à l'Ascension). Son extinction signifie que la venue du Saint-Esprit lors de la Pentecôte succède à la présence corporelle du Christ ressuscité sur la terre.
Par la suite, il est ensuite utilisé tout au long de l'année — jusqu'au Carême de l'année suivante — pour la célébration des baptêmes, dont la liturgie utilise toujours le cierge comme référence au mystère de Pâques, qui est au cœur du baptême : par le baptême en effet, le nouveau chrétien est plongé dans la mort et la résurrection du Christ. Il est aussi allumé près du cercueil lors des funérailles chrétiennes.
La cire des anciens cierges pascaux des basiliques majeures à Rome sert à fabriquer les Agnus Dei. À noter que cet usage, qui n'a pas été aboli, n'est plus en vigueur depuis 1964.

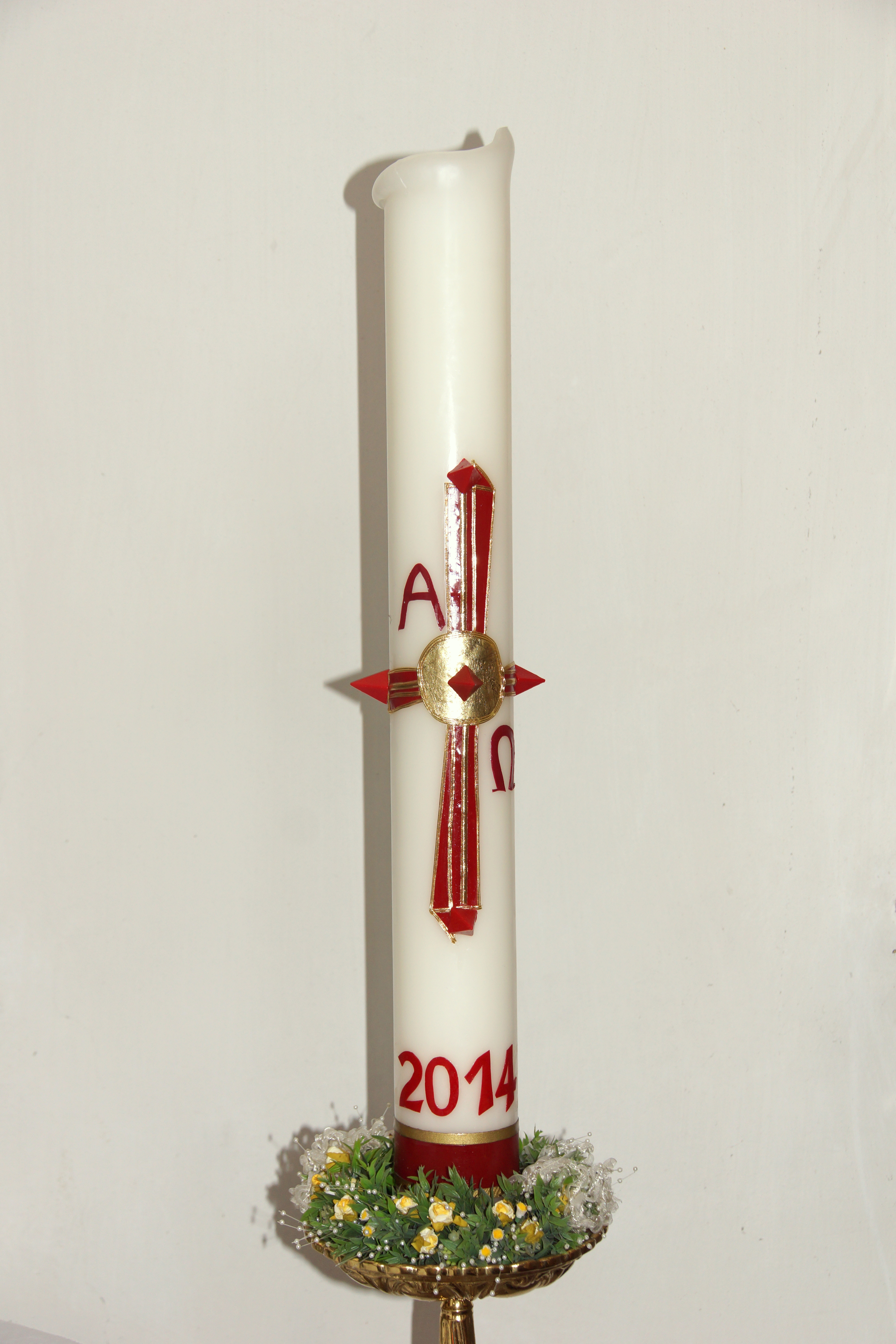
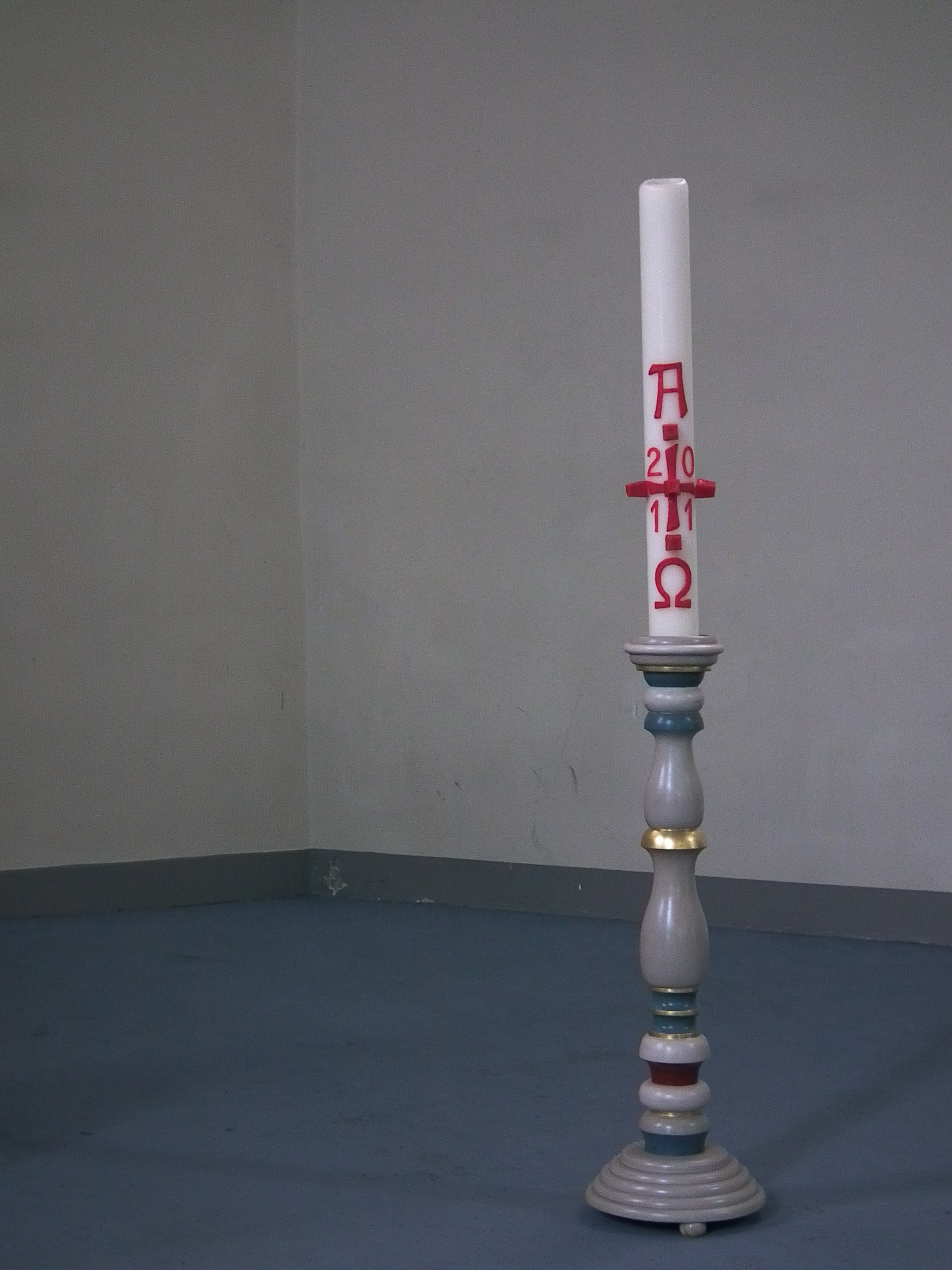
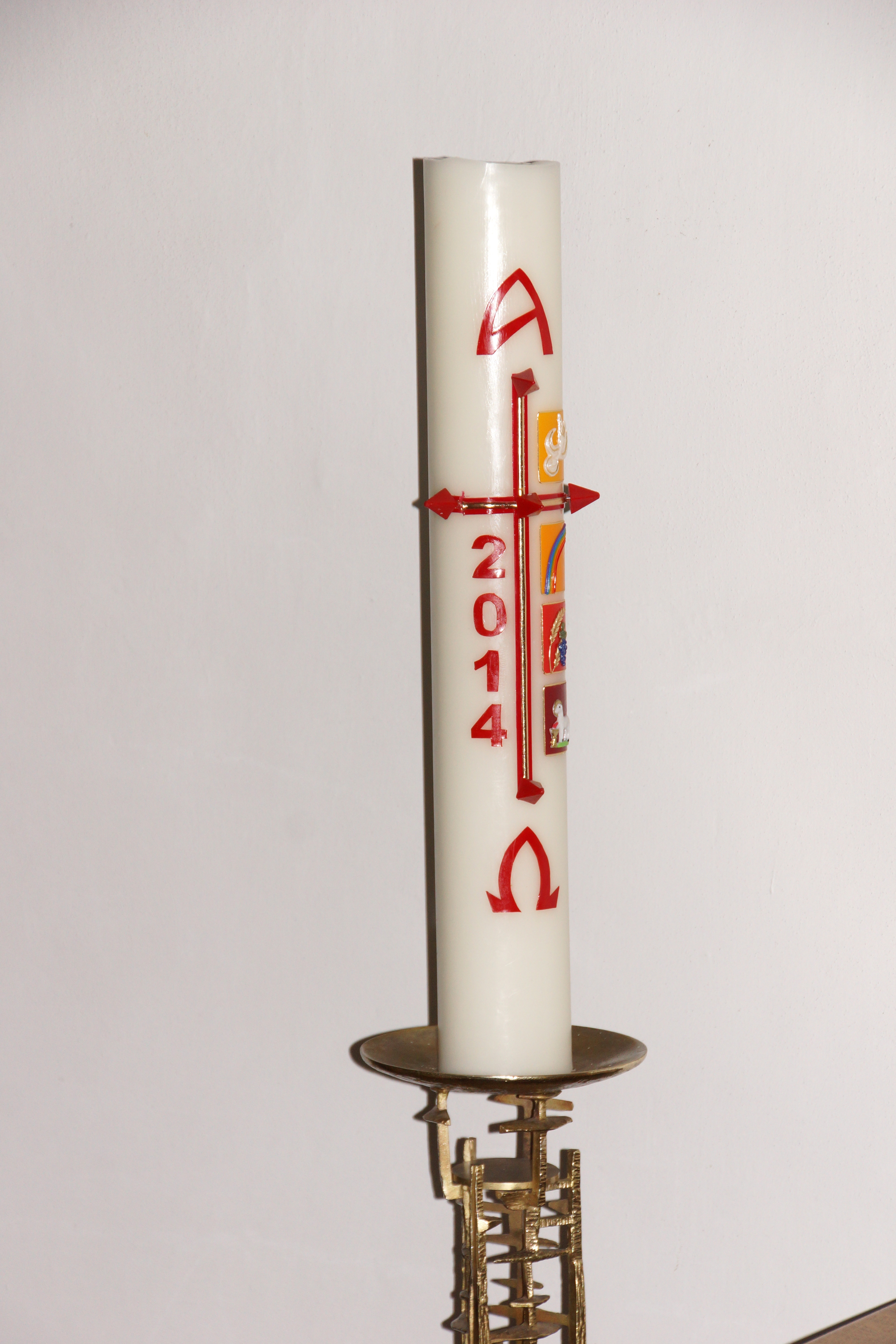